# Малаян, Эдуард Рубенович
Эдуа́рд Рубе́нович Малая́н (род. 3 сентября 1947) — российский дипломат. Чрезвычайный и полномочный посол (2007).

## Биография
Окончил МГИМО МИД СССР (1970), Высшие курсы при Дипломатической академии МИД РФ (2000). Владеет английским, французским и испанским языками.
С 1970 года работал в системе МИД.
- В 1970—1972 годах — сотрудник Посольства СССР в Конго (Киншаса).
- В 1972—1973 годах — сотрудник Посольства СССР в Заире.
- С октября 1973 по декабрь 1978 года — сотрудник Отдела США МИД СССР.
- В 1978—1985 годах — сотрудник Посольства СССР в США.
- В 1991—1996 годах — сотрудник Посольства России в США.
- В 1997—2000 годах — заместитель директора Департамента Северной Америки МИД РФ.
- С 12 августа 2000 по 28 февраля 2005 года — чрезвычайный и полномочный посол Российской Федерации в Ямайке и по совместительству в Содружестве Доминики и в Антигуа и Барбуде[1][2][3][4].
- С 25 июля 2005 по 16 сентября 2009 года — чрезвычайный и полномочный посол Российской Федерации в Люксембурге[5][6].
- В 2009—2012 годах — посол по особым поручениям МИД РФ.
- С 29 октября 2012 по 20 июня 2018 года — чрезвычайный и полномочный посол Российской Федерации в Мексике и Белизе по совместительству[7][8][9].

## Семья
Женат. Имеет сына.

## Дипломатический ранг
- Чрезвычайный и полномочный посланник 2 класса (8 мая 1997)[10]
- Чрезвычайный и полномочный посланник 1 класса (2 июля 2003)[11]
- Чрезвычайный и полномочный посол (14 ноября 2007)[12]

## Награды
- Знак отличия «За безупречную службу» XL лет (26 декабря 2017) — за большой вклад в реализацию внешнеполитического курса Российской Федерации и многолетнюю дипломатическую службу[13]
- Заслуженный работник дипломатической службы Российской Федерации (21 мая 2025) — за большой вклад в реализацию внешнеполитического курса Российской Федерации и многолетнюю добросовестную дипломатическую службу[14].